# کوکمین بانک
کوکمین بانک (به انگلیسی: Kookmin Bank) شرکت خدمات مالی و بانکداری کره‌ای است، که به‌عنوان بزرگترین بانک کره جنوبی از نظر میزان دارایی و نیز ارزش بازار سرمایه شناخته می‌شود.
کوکمین بانک در سال ۱۹۶۳ تأسیس شد. شعبه مرکزی این بانک در شهر سئول، کره جنوبی قرار دارد و بخشی از سهام آن در بازارهای بورس نیویورک، بورس لندن و بورس کره معامله می‌شود و بزرگترین سهامدار آن گروه کی‌بی می‌باشد.